# کوه یانگ (کالیفرنیا)
کوه یانگ (به انگلیسی: Mount Young) یک کوه در ایالات متحده آمریکا است که در کالیفرنیا واقع شده‌است. کوه یانگ ۴٬۰۱۶٫۰۹ متر بالاتر از سطح دریا واقع شده‌است.